# Lijst van aartsbisschoppen van Gniezno

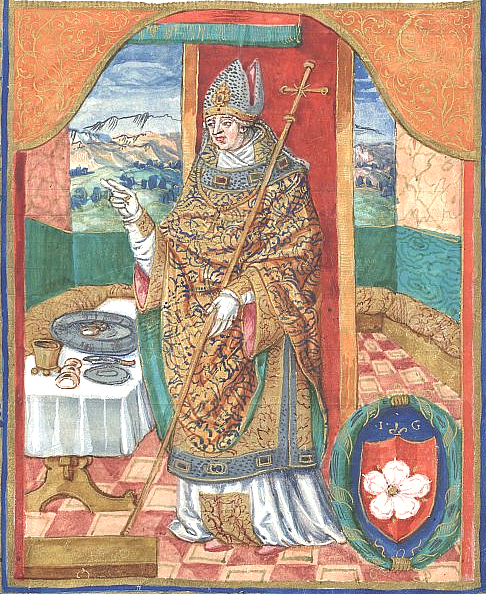
Jan Gruszczyński

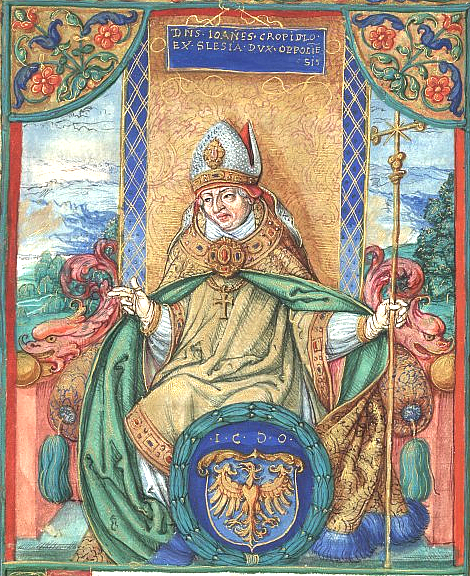
Jan Kropidło

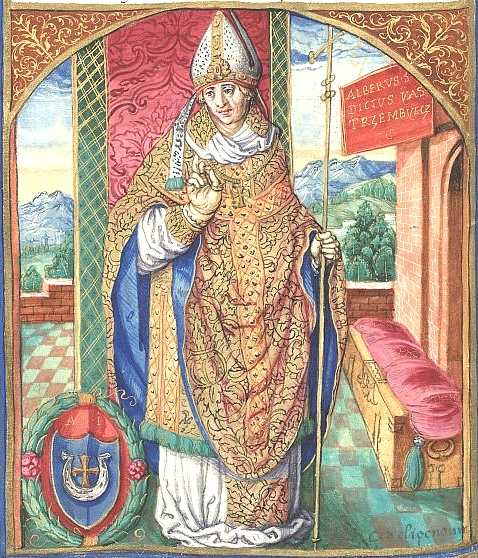
Wojciech Jastrzębiec

Dit is een lijst van aartsbisschoppen van Gniezno.

## Aartsbisschoppen van Gniezno
- 999–na 1000 Radim Gaudentius
- voor 1025? – 1027 Hippolytus
- 1027–1028 Bossuta Stefan
- 1076?–1080 Bogumił van Gniezno
- ?   Heinrich von Wülzburg
- 1100–1112 Marcin I van Gniezno
- 1136–1146/48 Jakub van Żnin
- 1149–na 1167 Jan Gryfita
- 1177–1180 Zdzisław I
- 1180s. Bogumilus
- 1191–1198/9 Piotr
- 1199–1219 Henryk I Ketlicz
- 1219–1220 Iwo Odrowąż
- 1220–1232 Wincenty I Niałek
- 1232–1258 Fulko I
- 1258–1271 Janusz Tarnowa
- 1271–1278 vacant
- 1278 Martin of Opava
- 1278–1283 vacant
- 1283–1314 Jakub II Świnka
- 1314–1316 vacant
- 1316–1317 Borzysław I
- 1317–1341 Janisław I
- 1342–1374 Jarosław Bogoria
- 1374–1382 Janusz II Suchywilk
- 1382–1388 Bodzęta z Kosowic
- 1389–1394 Jan Kropidło
- 1394–1401 Dobrogost z Nowego Dworu
- 1402–1411 Mikołaj I Kurowski
- 1412–1422 Mikołaj II Trąba
- 1423–1436 Wojciech I Jastrzębiec
- 1437–1448 Wincenty II Kot
- 1449–1453 Władysław I Oporowski
- 1453–1464 Jan Odrowąż
- 1464-1473: Jan Gruszczyński
- 1474-1480: Jakub van Sienno
- 1481–1493 Zbigniew Oleśnicki
- 1493–1503 Fryderyk Jagiellończyk
- 1503–1510 Andrzej I Boryszewski
- 1510–1531 Jan IV Łaski
- 1531–1535 Maciej I Drzewicki
- 1535–1537 Andrzej II Krzycki
- 1537–1540 Jan Latalski
- 1541–1545 Piotr III Gamrat
- 1546–1559 Mikołaj III Dzierzgowski
- 1559–1562 Jerzy Przerębski
- 1562–1581 Jakub IV Uchański
- 1581–1603 Stanisław I Karnkowski
- 1604–1605 Jan VI Tarnowski
- 1606–1608 Bernard Maciejowski
- 1608–1615 Wojciech II Baranowski
- 1616–1624 Wawrzyniec Gembicki
- 1624–1626 Henryk II Firlej
- 1627–1638 Jan VII Wężyk
- 1638–1641 Jan VIII Lipski
- 1641–1652 Maciej II Łubieński
- 1653–1658 Andrzej II Leszczyński
- 1659–1666 Waclaw Leszczyński
- 1666–1673 Mikołaj IV Prażmowski
- 1673–1674 Kazimierz Florian Czartoryski
- 1674–1677 Andrzej III Olszowski
- 1677–1679 vacant
- 1679–1685 Jan IX Stefan Wydźga
- 1685–1688 vacant
- 1688–1705 Michał Stefan Radziejowski
- 1706–1721 Stanisław II Szembek
- 1721–1723 vacant
- 1723–1738 Teodor Andrzej Potocki
- 1739–1748 Krzysztof Antoni Szembek
- 1749–1759 Adam Ignacy Komorowski
- 1759–1767 Władysław II Aleksander Łubieński
- 1767–1777 Gabriel Podoski
- 1777–1784 Antoni Kazimierz Ostrowski
- 1785–1794 Michał II Jerzy Poniatowski
- 1795–1801 Ignacy I Krasicki
- 1801–1806 vacant
- 1806–1818 Ignacy II Raczyński
- 1818–1821 vacant
- 1821–1825 Tymoteusz Paweł Gorzeński
- 1825–1828 vacant
- 1828–1829 Teofil Cyprian Wolicki
- 1829–1831 vacant
- 1831–1842 Marcin II Sulgustowski–Dunin
- 1842–1845 vacant
- 1845–1865 Leon Michał Przyłuski
- 1866–1886 Mieczysław Halka Ledóchowski
- 1886–1890 Juliusz Józef Dinder
- 1891–1906 Florian Stablewski
- 1906–1914 vacant
- 1914–1915 Edward Likowski
- 1915–1926 Edmund Dalbor
- 1926–1948 August Józef Hlond
- 1948–1981 Stefan Wyszyński
- 1981–1992 Józef Glemp
- 1992–2010 Henryk Muszyński
- 2010–2014 Józef Kowalczyk
- 2014–heden Wojciech Polak